# حادثة طيران هورايزون كيو400
في 10 أغسطس 2018، سُرقت طائرة طيران هورايزون من طراز بومباردييه كيو400 من مطار سياتل تاكوما الدولي (Sea-Tac) في سياتل، واشنطن. كان الجاني، ريتشارد راسل البالغ من العمر 29 عامًا، وكيل خدمة طيران هورايزون بدون خبرة في القيادة. بعد أن أجرى راسل إقلاعًا غير مصرح به، سارع اثنتان من مقاتلات ماكدونيل دوغلاس إف -15 إيغل لاعتراض الطائرة. أجرت مراقبة الحركة الجوية في (Sea-Tac) اتصالاً لاسلكيًا مع راسل، الشاغل الوحيد للطائرة، الذي وصف نفسه بأنه «رجل محطم، أزال بعض البراغي، على ما أعتقد». بعد حوالي ساعة و15 دقيقة من الإقلاع، توفي راسل عن طريق تحطم الطائرة عمداً على جزيرة كيترون ذات الكثافة السكانية المنخفضة في بوجيت ساوند.

## الطائرات
كانت طائرة الحادث من طراز بومباردييه كيو400، المملوكة لشركة طيران هورايزون (وتعمل لصالح خطوط ألاسكا الجوية) برقم تسجيل (N449QX) والرقم التسلسلي 4410. تم إطلاقها لأول مرة في عام 2012 وتم تسليمها جديدة إلى طيران هورايزون في نفس العام. هبطت في مطار سياتل تاكوما الدولي في الساعة 13:35 بالتوقيت المحلي بعد ظهر الحادث، بعد رحلة أثناء الخدمة من فيكتوريا، كولومبيا البريطانية. لم يكن من المقرر أن تطير مرة أخرى في ذلك اليوم.

## حادث
خريطةسُرقت الطائرة من ساحة الشحن 1 في الطرف الشمالي لمطار (Sea-Tac) وتمت المناورة إلى المدرج 16C عبر الممرات. حاول برج سياتل عدة مرات إقناع قائد الطائرة بتعريف نفسه على التردد، لكنه لم يتلق أي رد. أفادت طائرة قريبة تابعة لشركة خطوط ألاسكا الجوية على الأرض أن الطائرة بدأت في الإقلاع مع تدخين عجلاتها، وتم الإقلاع غير المصرح به في الساعة 19:32 بالتوقيت المحلي (02:32 UTC، 11 أغسطس). رداً على ذلك، تم إرسال طائرتين من طراز ماكدونيل دوغلاس إف -15 إيغل من الجناح المقاتل 142 للحرس الوطني في ولاية أوريغون تحت قيادة دفاع الفضاء الجوي الأمريكية الشمالية (NORAD) في حوالي الساعة 20:15 بالتوقيت المحلي من قاعدة بورتلاند الجوية الوطنية لاعتراضها. كلاهما كانا مسلحين بصواريخ إيه آي إم-9 سايدويندر وإيه آي إم-120 أمرام جو-جو وذهبتا الأسرع من الصوت، لتوليد دوي حاجز الصوت في الطريق إلى منطقة بوجيه ساوند. كما تم تدافع ناقلة التزود بالوقود من طراز كيه يب-135آر ستراتوتانكر من قاعدة فيرتشايلد الجوية لدعم رحلة إف-15. تم تعليق الرحلات الجوية من وإلى مطار (Sea-Tac) مؤقتًا.

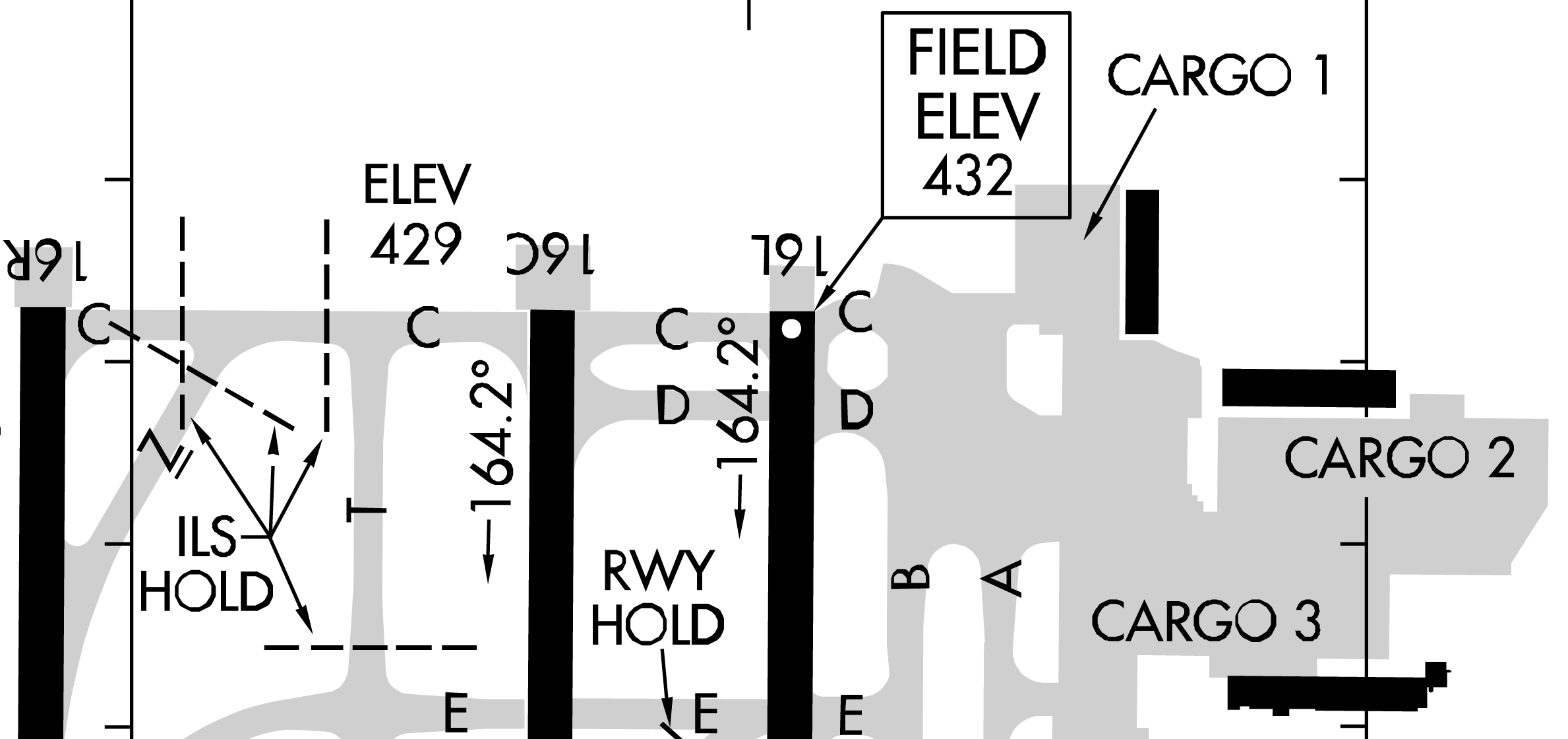
رسم بياني للطرف الشمالي الأقصى لمدينة سياتل- تاكوما الدولية، يُظهر موقع Cargo 1 والممر 16C

حافظ نظام التحكم في الحركة الجوية في سياتل - تاكوما (ATC) على اتصال لاسلكي مع الراكب. تم تسجيل عمليات الإرسال ونشرها بسرعة على مواقع التواصل الاجتماعي. قال إنه كان «رجلاً محطمًا، أزال بعض البراغي على ما أعتقد. لم أكن أعرف ذلك حقًا حتى الآن». عندما اقترح مراقبة الحركة الجوية أن تهبط الطائرة في قاعدة لويس ماكورد المشتركة، رفض الراكب: «هؤلاء الرجال سيضربونني إذا حاولت الهبوط هناك. أعتقد أنني قد أفسد شيئًا هناك أيضًا. لا أريد أن أفعل ذلك.» سأل مراقبة الحركة الجوية عما إذا كان يمكنه الحصول على وظيفة كطيار في خطوط ألاسكا الجوية إذا نجح في هبوط الطائرة. قال مراقب الحركة الجوية، «سوف يعطونك وظيفة تفعل أي شيء إذا كان بإمكانك القيام بذلك»، فأجاب «نعم، صحيح! لا، أنا رجل أبيض.» تحدث عن رغبته في القيام «بمناورتين لمعرفة ما يمكن أن تفعله [الطائرة]،» وطلب إحداثيات أوركا التي تم لفت الانتباه إليها على المستوى الوطني، قائلاً، «أريد أن أذهب لرؤية هذا الرجل.» وذكر أنه لا يريد إيذاء أي شخص، وفي الدقائق الأخيرة من الاتصال اعتذر لأصدقائه وعائلته. بالقرب من نهاية الرحلة، شوهدت الطائرة وهي تقوم بتدحرج برميل فوق بوجيه ساوند، واستردت مجرد عشرة أقدام (ثلاثة أمتار) فوق الماء. قال طيار مخضرم إن المناورة «بدت جيدة التنفيذ، دون المماطلة أو سحب الأجنحة.» عندما طلب منه مراقب الحركة الجوية أن يهبط بالطائرة بعد هذه المناورة، قال «لا أعرف. لا اريد. كنت آمل نوعًا ما أن يكون الأمر كذلك، كما تعلم؟» وأضاف أنه «لم يكن يخطط حقًا للهبوط عليه».
حاولت طائرتا إف-15 توجيه الطائرة نحو المحيط الهادئ ولم تطلقوا النار عليها. في نهاية المطاف، تحطمت كيو400 في الساعة 20:43 بالتوقيت المحلي في جزيرة كيترون في بوجيت ساوند، مقاطعة بيرس، واشنطن، مما أسفر عن مقتل راكبها وتدمير الطائرة. كان طاقم زورق السحب أول من استجاب. بعد تأخر عبّارة (Steilacoom – Anderson Island)، وصل رجال الإطفاء من (West Pierce Fire and Rescue) والإدارات الأخرى المجاورة إلى الجزيرة بعد حوالي ساعة ونصف من الحادث، حيث تصارعوا بعد ذلك مع فرشاة الجزيرة السميكة. اشتعلت النيران 2 أكر (0.81 ها)، ولكن تم إخمادها في صباح اليوم التالي. ولم ترد أنباء عن وقوع إصابات بين سكان الجزيرة ذات الكثافة السكانية المنخفضة على الرغم من قرب موقع التحطم من كابينة واحدة على الأقل كانت مأهولة وقت وقوع الحادث.

## تحقيق
شكر مكتب شرطة مقاطعة بيرس الجمهور على معلوماته الدقيقة، وأقر في 11 أغسطس أن الوكالات الفيدرالية ستقود التحقيق، وفي المقام الأول مكتب سياتل التابع لمكتب التحقيقات الفيدرالي (FBI). ووصفت الجاني، ريتشارد راسل البالغ من العمر 29 عامًا، بأنه انتحاري، وقالت إن أفعاله لا تشكل «حادثًا إرهابيًا». أعلن براد تيلدن، الرئيس التنفيذي لمجموعة ألاسكا الجوية، في نفس اليوم أن شركة الطيران كانت تنسق مع إدارة الطيران الفيدرالية، ومكتب التحقيقات الفيدرالي، والمجلس الوطني لسلامة النقل، وكانت «تعمل على اكتشاف كل ما في وسعنا بشأن ما حدث». في 12 أغسطس، قال مكتب التحقيقات الفيدرالي (FBI) إنه استعاد مسجل بيانات الرحلة جنبًا إلى جنب مع مكونات مسجل صوت قمرة القيادة. تم إرسال المعدات إلى المجلس الوطني لسلامة النقل للمعالجة.
في 9 نوفمبر، صرح مكتب التحقيقات الفيدرالي بأنه أنهى تحقيقه. تم استبعاد الإرهاب، وتبين أن راسل تصرف بمفرده. تم تحديد النزول النهائي في جزيرة كيترون على أنه متعمد، وتم إدراج الانتحار على أنه طريقة الموت. صرح مكتب التحقيقات الفيدرالي أن «المقابلات مع زملاء العمل والأصدقاء والعائلة - ومراجعة الرسائل النصية التي تم تبادلها مع راسل أثناء الحادث - لم تحدد أي معلومات من شأنها أن تشير إلى أن سرقة الطائرة كانت مرتبطة بنشاط إجرامي أوسع أو أيديولوجية إرهابية. على الرغم من أن المحققين تلقوا معلومات تتعلق بخلفية راسل، والضغوط المحتملة، والحياة الشخصية، لم يقدم أي عنصر دافعًا واضحًا لأفعال راسل.»

## مرتكب الجريمة
كان ريتشارد راسل وكيل خدمة طيران هورايزون من سومنر بواشنطن. وكان جزءًا من فريق السحب، الذي يعيد وضع الطائرات في ساحة المطار، لمدة أربع سنوات تقريبًا. ووصف مشرف عملياتي لشركة طيران هورايزون راسل بأنه «رجل هادئ» كان «محبوبًا من قبل العمال الآخرين». خلال اتصاله بمراقبة الحركة الجوية، تقدم راسل بشكوى بشأن الأجور، قائلاً: «الحد الأدنى للأجور، سوف نعيده إلى هذا الحد. ربما سيؤدي ذلك إلى زيادة شحوم بعض التروس قليلاً مع المنافذ الأعلى.»
ولد راسل في كي ويست بولاية فلوريدا، وانتقل إلى واسيلا، ألاسكا، في سن السابعة. منذ الطفولة المبكرة كان يعرف باسم «بيبو» لأصدقائه وعائلته. التحق بمدرسة واسيلا الثانوية، حيث صارع وتنافس في سباقات المضمار والميدان. لقد كان ظهيرًا قويًا لكرة القدم في المدرسة الثانوية، وسجل ستة أهداف في سنته الأولى، وبعد ذلك انتقل إلى داكوتا الشمالية للانضمام إلى فريق كرة القدم في جامعة فالي سيتي ستيت. كان أداؤه هناك مخيبا للآمال. غادر إلى كلية ساوث وسترن أوريغون المجتمعية حيث التقى بزوجته في حملة صليبية في الحرم الجامعي من أجل لقاء المسيح. تزوجا في عام 2012. معًا، بدأوا مخبزًا في نورث بيند، أوريغون. باعوا المخبز في عام 2015 حتى تكون زوجته أقرب إلى عائلتها؛ استقروا في سومنر بواشنطن، ووجد راسل عملاً في طيران هورايزون. كان مسافرًا شغوفًا ودرس الحرم الجامعي العالمي بجامعة ولاية واشنطن، وتخصص في العلوم الاجتماعية. كان قد خطط للحصول على منصب إداري في طيران هورايزون أو أن يصبح ضابطًا عسكريًا بعد حصوله على شهادته. كان ناشطًا في كنيسته وقائدًا في خدمة الشباب المسيحي المحلية «يونغ لايف».
صرح الرئيس التنفيذي لشركة طيران هورايزون، غاري بيك، أنه، على حد علم الشركة، لم يكن لدى راسل رخصة طيار. قال بيك إن المناورات الجوية كانت "لا تصدق" وأنه "لم يكن يعرف كيف حقق [راسل] التجربة التي قام بها". خلال محادثته مع مراقبة الحركة الجوية، قال راسل إنه "[يعرف] ما [كان] يفعله قليلاً" لأنه كان لديه خبرة في ممارسة ألعاب الفيديو. بعد الحادث، نقل جويل مونتيث، طيار لشركة سكاي ويست ايرلاينز، إلى مرسل الطوارئ أنه في عام 2017، رأى راسل ورجل آخر "يشير ويقلب المفاتيح" في قمرة القيادة لطائرة سكاي ويست المتوقفة في مطار (Sea-Tac). قال مونتيث إن الرجال أخبروه أنهم كانوا يتدربون على استخدام وحدة الطاقة المساعدة للطائرة حتى يتمكنوا من جرها، لكنه قال إنه "مشبوه" أنهم غادروا عندما واجههم. وأشار مونتيث أيضًا إلى أن راسل كان معه في قمرة القيادة لطائرة إمبراير 175، وأن راسل سأله عن "التدفق"، وهو التحضير المسبق الذي أقوم به للإقلاع". قال بعض زملائه في العمل إن راسل ربما كان قد درب نفسه على الطيران باستخدام برمجيات محاكاة الطيران للهواة.
أصدرت عائلة راسل بيانًا في 11 أغسطس، قالت فيه إنهم «مذهولون ومندهشون من جراء الأحداث».

## ما بعد الكارثة
في الأيام التي أعقبت الحادث، كانت أطقم التنظيف والتعافي التي تعاقدت معها شركة ألاسكا إيرلاينز وشركات التأمين التابعة لها موجودة في الجزيرة لإزالة الحطام. اعتبارًا من عام 2019، كانت جهود التنظيف هذه لا تزال مستمرة مع وجود قطع من حطام الطائرات في الجزيرة بعد الذكرى السنوية الأولى للحادث. تحمل سكان الجزيرة بعض تكاليف التنظيف، وبدأت شركات التأمين التابعة لشركة ألاسكا إيرلاينز مفاوضات لسداد هذه التكاليف. كانت قيمة الطائرة 30 مليون دولار، تم دفعها بالكامل بموجب بوليصة تأمين الشركة «بدون أية خصومات».
حققت مجلة رولينغ ستون في الحادث وأفادت في عام 2021 أن بعض أصدقاء راسل وعائلته يعتقدون أنه ربما تعرض لإصابات في الدماغ خلال سنوات كرة القدم في المدرسة الثانوية والكلية. وأشار أحد زملائه في فريق كرة القدم إلى أن عدم استقراره العقلي كان سببه اعتلال دماغي رضحي مزمن غير مشخص قد يكون ناتجًا عن ارتجاجات متكررة.
تمت متابعة بث الفيديوهات والإذاعات الخاصة بالحدث على الإنترنت، مما أدى على الفور إلى ظهور ميم يطلق على راسل «ملك السماء». عبّر الناس عن علاقة عاطفية معه من خلال منشورات على وسائل التواصل الاجتماعي وقمصان وأغاني تكريم على الرغم من خطورة الحادث.

## روابط خارجية
- Compilation of footage of the aircraft being flown erratically in the vicinity of Seattle, and the pursuing F-15s على يوتيوب
- ATC Recording على يوتيوب